# Csaroda
Csaroda ist eine Gemeinde (ungarisch község) im Nordosten von Ungarn im Kreis Vásárosnamény, der zum Komitat Szabolcs-Szatmár-Bereg gehört. Die Gemeinde mit 578 Einwohnern (Januar 2015) liegt nahe der ukrainischen Grenze. Das Dorf besitzt eine bedeutende romanische Kirche aus dem 13. Jahrhundert mit gotischen Fresken aus dem 14. Jahrhundert. Das ursprünglich römisch-katholische Gotteshaus gehört seit dem 17. Jahrhundert zur reformierten Kirchengemeinde.

## Lage und Verkehr

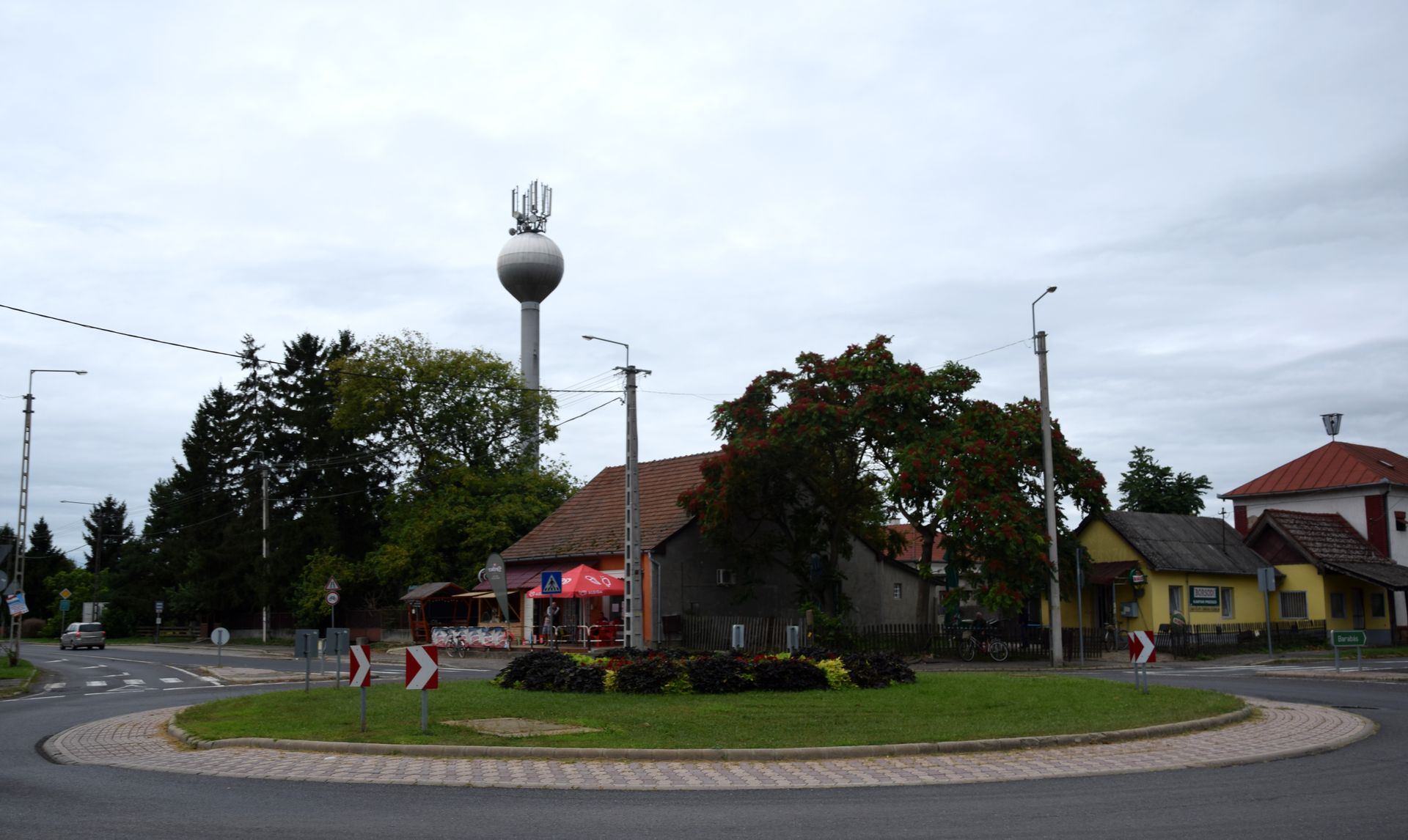
Zentrale Kreuzung mit der Gaststätte und dem Lebensmittelladen

Csaroda liegt in der Nördlichen Großen Tiefebene auf einer Höhe von knapp über 100 Metern zwischen der Theiß (Tisza), dem größten Fluss in der Region, im Süden und der Grenze zur Ukraine im Norden und Osten. Die historische Region Bereg erstreckt sich seit der 1920 gezogenen Landesgrenze in die Ukraine hinein, wo die frühere Hauptstadt des Gebiets, Berehowe (ungarisch Beregszász), mit einer überwiegend ungarischsprachigen Bevölkerung liegt.
Das überwiegend flache Land wird von mehreren Zuflüssen der Theiss und kleineren Wasserläufen durchzogen. Am südwestlichen Ortsrand von Csaroda fließt der Bach Szipa (Csaroda) vorbei. Teile des Komitats Szabolcs-Szatmár-Bereg, darunter das Gebiet um Csaroda, sind seit 1982 als Szatmár-Bereg-Landschaftsschutzgebiet (Szatmár-beregi Tájvédelmi Körzet) ausgewiesen. Früher bestand die gesamte Region aus Wald, Sümpfen und Torfmooren. Neben den erhaltenen verstreuten Waldgebieten sind die landwirtschaftlichen Flächen in kleinparzellierte Felder aufgeteilt, auf denen Getreide (vor allem Mais, Roggen und Weizen) und Sonnenblumen gedeihen. In Plantagen werden Äpfel und Zwetschgen angebaut. Wiesen dienen der Rinderhaltung, daneben werden Schweine und Schafe gezüchtet. Das im Vergleich zur südlichen Großen Tiefebene kühlere Klima (gemäßigt warme Sommer und kalte Winter) und die vermehrten Niederschläge (600 bis 700 mm pro Jahr) begünstigen die Landwirtschaft. Demgegenüber büßte nach dem Zweiten Weltkrieg die nordöstliche Grenzregion ihre vormaligen Märkte und Handelsverbindungen ein und degradierte zu einem Randgebiet mit einer nach der politischen Wende 1989 durch die Schließung der landwirtschaftlichen Staatsbetriebe und Produktionsgenossenschaften entstandenen hohen Arbeitslosigkeit.
Östlich von Csaroda in Richtung des Dorfes Beregdaróc an der ukrainischen Grenze befinden sich im Abstand von 1300 Metern zwei von Galeriewäldern umgebene Moore, die 1952 für die Wissenschaft entdeckt wurden und die Namen Bábtava und Nyírestó erhielten. Sie haben eine Ausdehnung von 500 bzw. 650 × 120 Metern und entstanden in der Folge borealer (nacheiszeitlicher) Veränderungen von Flussbetten der Theiß. Die Moore sind mit Arten der Gattung Torfmoose (Sphagnum) bewachsen; viele Pflanzenarten kommen nicht in sonstigen Gebieten der Tiefebene vor. Bei den unter Naturschutz stehenden Moorgebieten wurde in den 1980er Jahren begonnen, die zunehmende Austrocknung durch die Zuleitung von Brunnenwasser und die Schließung der Entwässerungskanäle einzudämmen.
Im Frühjahr 2001 kam es zu großen Überschwemmungen im Gebiet Szabolcs-Szatmár-Bereg. Durch starke Regenfälle traten die Theiß und ihre Zuflüsse über die Ufer, wodurch neun Siedlungen teilweise oder vollständig überflutet wurden. Das gesamte Gebiet am rechten Ufer der Theiß von Tarpa im Süden bis einschließlich Csaroda und nach Norden über die ukrainische Grenze wurde überschwemmt. Einige überflutete Siedlungen waren völlig zerstört und mussten neu aufgebaut werden. Im Kreis Vásárosnamény wurden 5 Prozent des Häuserbestands zerstört, den höchsten Zerstörungsgrad verzeichnete Csaroda mit über 20 Prozent der Häuser. In einer der unterentwickeltsten Regionen Ungarns traten als eine Folge vor allem bei den unteren Bevölkerungsgruppen, die häufig in schlecht gebauten Einraumhäusern leben, Gesundheitsprobleme auf.
Von der nächstgelegenen, 73 Kilometer entfernten Großstadt Nyíregyháza führt die Hauptstraße 41 nach Osten über die an der Theiß gelegene, 12 Kilometer entfernte Kreishauptstadt Vásárosnamény nach Csaroda. Weitere 12 Kilometer ostwärts erreicht diese Straße kurz hinter Beregsurány die ukrainische Grenze und danach die ukrainische Stadt Berehowe. Aus Fehérgyarmat auf einer Nebenstrecke von Süden kommend ist Csaroda über die Theiß-Brücke zwischen den Nachbardörfern Kisar am Südufer und Tivadar am Nordufer sowie Tarpa zu erreichen. Über diese Brücke verläuft auch die Verbindung zwischen Szatmárcseke (calvinistischer Friedhof) und Csaroda. Das nächste Dorf im Norden ist Gelénes. Im 2 Kilometer westlich gelegenen Dorf Tákos steht eine einschiffige reformierte Kirche aus dem Jahr 1766 mit einem separaten hölzernen Glockenturm.
Der nächste Bahnhof befindet sich in Vásárosnamény. Von dort fährt selten ein Bus nach Csaroda. Zwischen den übrigen Dörfern verkehren noch seltener Busse.

## Geschichte

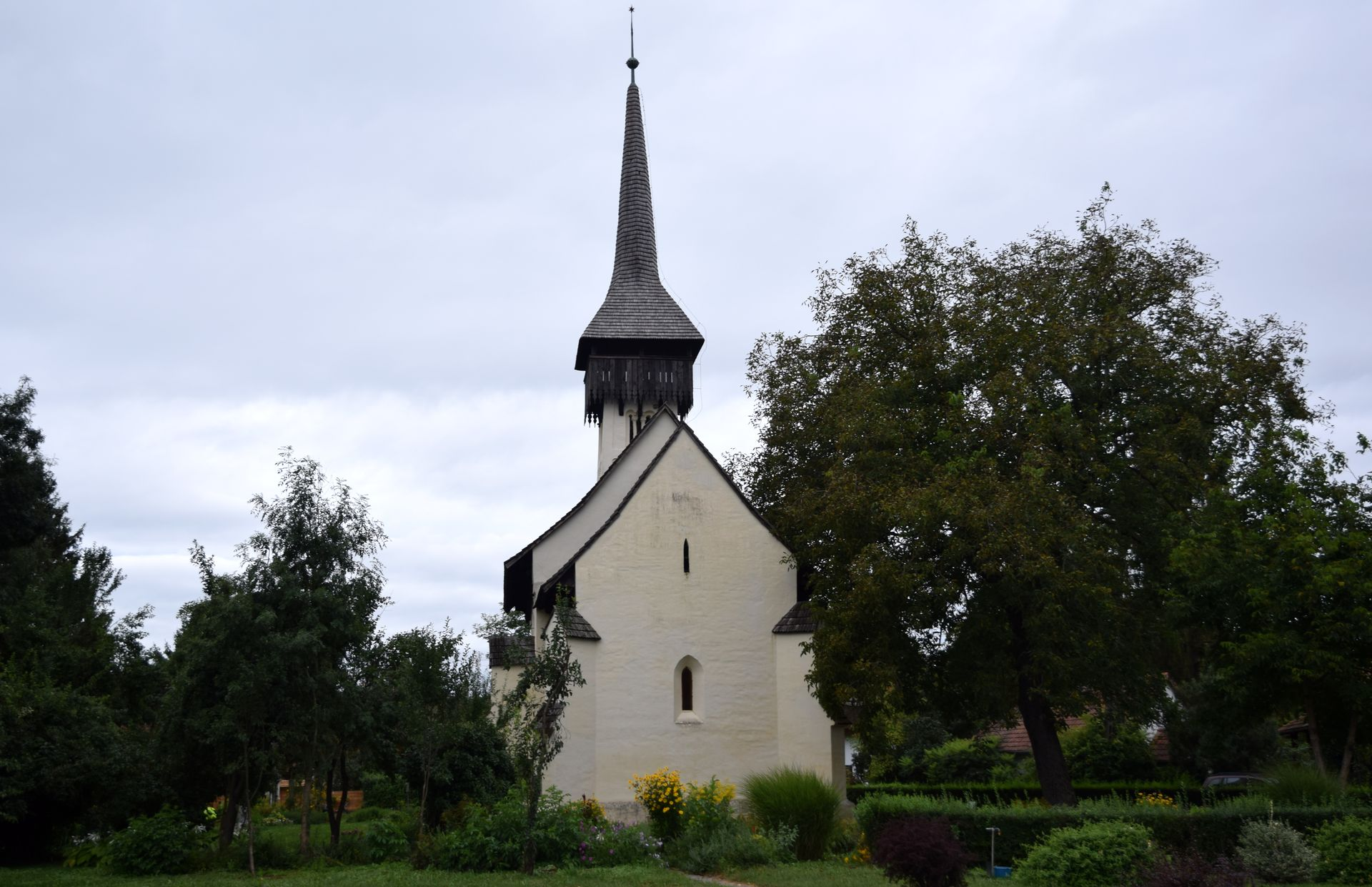
Calvinistische Kirche, Apsis von Osten

Der Ort ist nach dem slawischen Namen Csernavodai eines in der Nähe vorbeifließenden Baches benannt, der sich aus černá und voda („Schwarz-Wasser“) zusammensetzt. Die meisten Dörfer der Region werden ab der zweiten Hälfte des 13. Jahrhunderts oder Anfang des 14. Jahrhunderts in schriftlichen Quellen erstmals erwähnt. Ein Ort Csaroda taucht in den Quellen 1299 und dann 1311 auf. Beim letztgenannten Datum griff eine Gruppe von Adligen die Siedlung an und zerstörte sie. Mitte des 13. Jahrhunderts wurde die Kirche gestiftet, vermutlich von einem reichen Gutsbesitzer, der für sich eine Herrschaftsempore an der Westseite des Kirchenschiffs einbauen ließ. Mit dem ersten christlichen König Ungarns, Stephan I. (reg. 1000–1038), begann während der Dynastie der Árpáden die Missionierung des von Westeuropa eingeführten Katholizismus. Für das 14. und 15. Jahrhundert werden einige Familien genannt, in deren Besitz die Ländereien des Dorfes waren. Die Kirche war wie alle ungarischen Gotteshäuser zunächst römisch-katholisch. Mit der 150-jährigen Vorherrschaft der Osmanen, an deren Beginn die Schlacht bei Mohács 1526 stand, verbreitete sich die reformierte Kirche in der Ausprägung des Calvinismus im 16. Jahrhundert unter den Magyaren. Bis dahin waren die Patrone der Kirche von Csaroda Mitglieder der katholischen Csarnavodai-Familie. Im Jahr 1595 ging die Kirche in die Obhut der Calvinisten über. Aufgrund ihrer Abneigung gegenüber religiöser Bildkunst übertünchten die Calvinisten die gotischen Fresken aus dem 14. Jahrhundert mit weißer Farbe und bemalten die Wände 1642 mit volkstümlichen Blumenmustern.
Im Jahr 1567 überfielen Tataren den Ort und richteten große Zerstörungen an. Der Ortsname „Csiarodának“ findet sich 1639 in einem Pfandvertrag. Als Eigentümer der Gemeinde werden der Erzbischof von Bereg, Mihály Büdi, und der Schlossherr Farkas Büdi genannt. Für das 17. Jahrhundert sind als Eigentümer Gábor Surányi, István Kubinyi, Mátyás Bornemissza, Ferenc Dessewffy, Péter Melich und die Familie Perényiék bekannt. Anfang des 19. Jahrhunderts waren die Ländereien im Eigentum der Familien Lónyai, Rédey und Bay, ab 1851 gehörten sie dem Grafen Teleky. Nach einem österreichischen statistischen Lexikon von 1845 lebten in Csaroda 627 Einwohner und ein Pfarrer der reformierten Kirche in 55 Häusern. Der Ort war eine Station zum Pferde wechseln auf der Strecke von Vásárosnamény zum 4,5 Stunden entfernten Beregszász (in der heutigen Ukraine).
Als Folge der Überschwemmungen von 2001 war in der Region bis 2011 in fast allen Orten ein Bevölkerungsrückgang zu verzeichnen. Durch Abwanderung und einen im Vergleich zur Geburtenrate höhere Sterberate ging die Einwohnerzahl von Csaroda allein im Jahr 2006 um 1,6 Prozent zurück. Die Zahl der Älteren (über 60 Jahre) ist in Csaroda höher als die Zahl der Kinder (unter 14 Jahre). Der Altersindex im Jahr 2006 betrug 0,7.

## Ortsbild

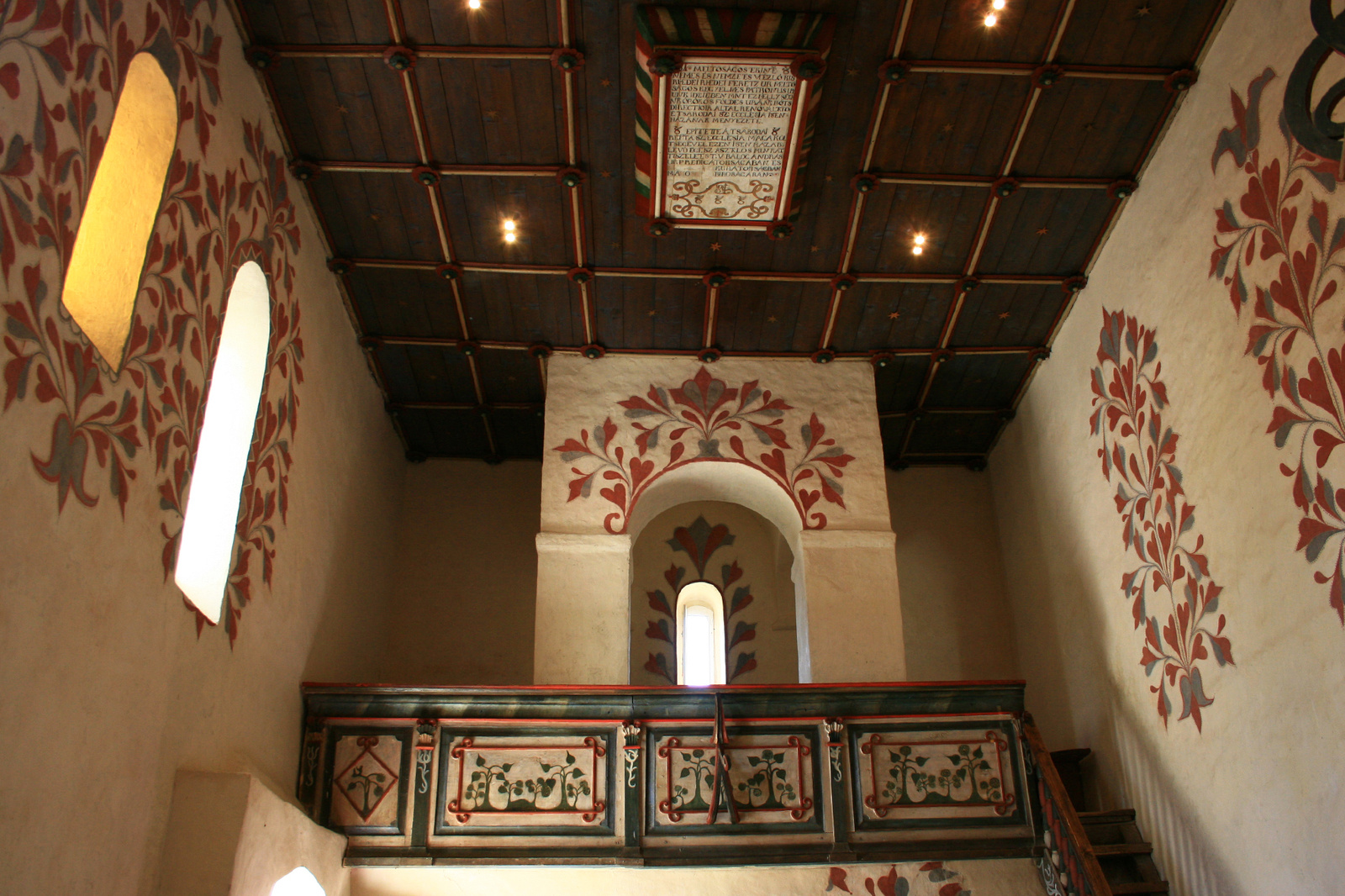
Reformierte Kirche. Empore vor der Westwand und Holzkasten mit Bauinschrift an der Decke

Das geographische Ortszentrum ist der Kreisverkehr an der von Westen nach Osten verlaufenden Hauptverkehrsstraße Nr. 41, der Beregszászi ulitza. Wenige Meter entfernt befinden sich die Gemeindeverwaltung (Polgármesteri Hivatal), ein Lebensmittelladen und eine Gaststätte. Die meisten der eingeschossigen Wohnhäuser reihen sich mit dem Giebel zur Straße entlang der vom Kreisverkehr nach Norden führenden Petőfi Sándor ulitza und der nach Süden abzweigenden József Attila ulitza. Etwa 300 Meter südlich und nahe am Ufer des Sipa-Bachs steht die reformierte Kirche. Am östlichen Ende besitzt Csaroda eine Grundschule mit Kindergarten (Közös Általános Iskola és Óvoda). Es gibt zwei kleine Privatpensionen.
Das für die Region Szatmár-Bereg typischste Anbauprodukt sind Zwetschgen. Csaroda ist einer der Orte, in denen Zwetschgen zu Trockenfrüchten, Marmelade und Schnaps (ungarisch pálinka) verarbeitet werden, weshalb das Dorf zu den Stationen auf einer mehrtägigen touristischen „Zwetschgen-Rundtour“ gehört.

## Reformierte Kirche

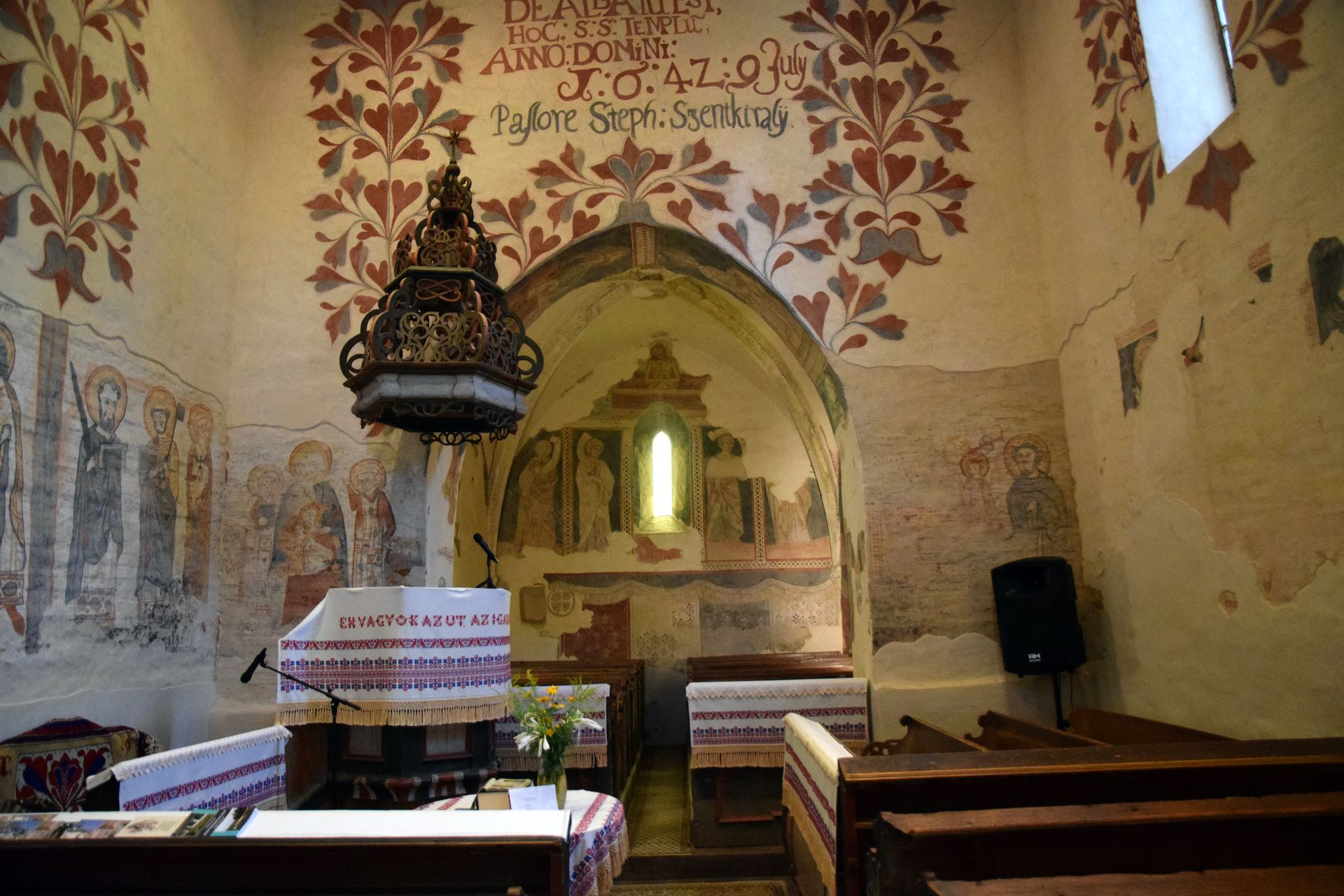
Freigelegte gotische Fresken von Heiligenfiguren aus dem 14. Jahrhundert in Betsaal und Apsis, darüber calvinistischer Bauernbarock aus dem 17. Jahrhundert. Kanzel in der Raummitte.

Die ersten Kirchen in Ungarn ab dem 11. Jahrhundert wurden im romanischen Stil nach westeuropäischen Vorbildern erbaut. Erhalten blieben einige große, ab dem Ende des 12. Jahrhunderts errichtete Sippen- oder Geschlechterkirchen, die nach dem Mongolensturm von 1241 wiederaufgebaut oder neu gebaut wurden. Den Sippenkirchen war ein Kloster angeschlossen. Die Adelsgeschlechter wollten mit diesen Stiftungen ihre Macht demonstrieren. Typisch für die Kirchen ist eine Herrschaftsempore für den Adligen und seine Familie an der Westseite einer dreischiffigen Basilika gegenüber einer halbkreisförmigen Chorapsis. Die monumentalen Geschlechterkirchen des Hochadels mit zwei Westtürmen dienten als Modell für die Dorfkirchen und Sippenkirchen der Kleinadligen mit einem Westturm, einem einschiffigen Betsaal und einem quadratischen Chor. Von wenigen Ausnahmen abgesehen (wie Szatmárcseke mit seiner katholischen Kirche) besitzt heute jedes Dorf im Komitat Szabolcs-Szatmár-Bereg eine reformierte Kirche als einziges Gotteshaus.
Die calvinistische Dorfkirche (református templom) von Csaroda gilt als die bedeutendste romanische Kirche im Nordosten Ungarns. Sie wurde als Sippenkirche Mitte des 13. Jahrhunderts offenbar von einem Gutsherren gestiftet, der sich für seine Gottesdienstbesuche eine Herrschaftsempore an der Westseite einbauen ließ. Die Wände sind aus Ziegeln gemauert und die Satteldächer mit Schindeln gedeckt. Neben dem Kirchenraum und der schmäleren quadratischen Apsis ist auch der mittige Glockenturm an der Westseite typisch. Der Westgiebel ist bis auf ein schmales Rundbogenfenster in der Mitte, das die Empore erhellt, ungegliedert. Der rundbogige Eingang befindet sich im westlichen Bereich der Südfassade, also am hinteren Ende des Betsaals. Auf die von zwei massiven Säulen getragene Empore führt an der Nordseite gegenüber dem Eingang eine schmale Holztreppe. Der zweigeschossige quadratische Turm besitzt im unteren Geschoss schmale rundbogige Zwillingsfenster und darüber Drillingsfenster an jeder Seite. Nach der Umwandlung in eine reformierte Kirche erhielt der Turm im 18. Jahrhundert eine weit auskragende Galerie aus Holz und einen spitz aufragenden hölzernen Turmhelm.
Ein Triumphbogen trennt den von einem Kreuzgewölbe aus dem 14. Jahrhundert überdeckten, quadratischen Chor vom Betsaal. Im Betsaal übertünchten die Reformierten die ursprünglichen gotischen Fresken aus dem 14. Jahrhundert mit weißer Farbe. Im Jahr 1642 gestalteten sie die Wände im volkstümlichen Stil des Bauernbarock mit vorwiegend floralen Motiven. Die hölzerne Kassettendecke wurde im Jahr 1777 eingebaut, in der Mitte der Decke ist ein flacher Kasten mit einer Inschrift fixiert, der – vor Hochwasser sicher – die Bauurkunden enthält. Die mit Holz verkleidete Balkonbrüstung aus dem 18. Jahrhundert und weitere Holzschnitzereien sind farbig (rotbraun und graublau) gestaltet. Zu den kunstvollen Schnitzereien gehören die Kanzel aus dem 18. Jahrhundert und ein hölzernes Epitaph von 1758 im Bauernbarock. Die Haube über der Kanzel ist häufig der am aufwendigsten geschnitzte Bauteil. Die Kanzel steht in calvinistischen Kirchen in der Mitte des Betsaals, damit der Pfarrer möglichst von allen Gläubigen aus der Nähe gesehen und gehört werden kann. Deshalb wurde auch der ursprüngliche Altar entfernt und die Apsis mit Sitzbänken ausgestattet.

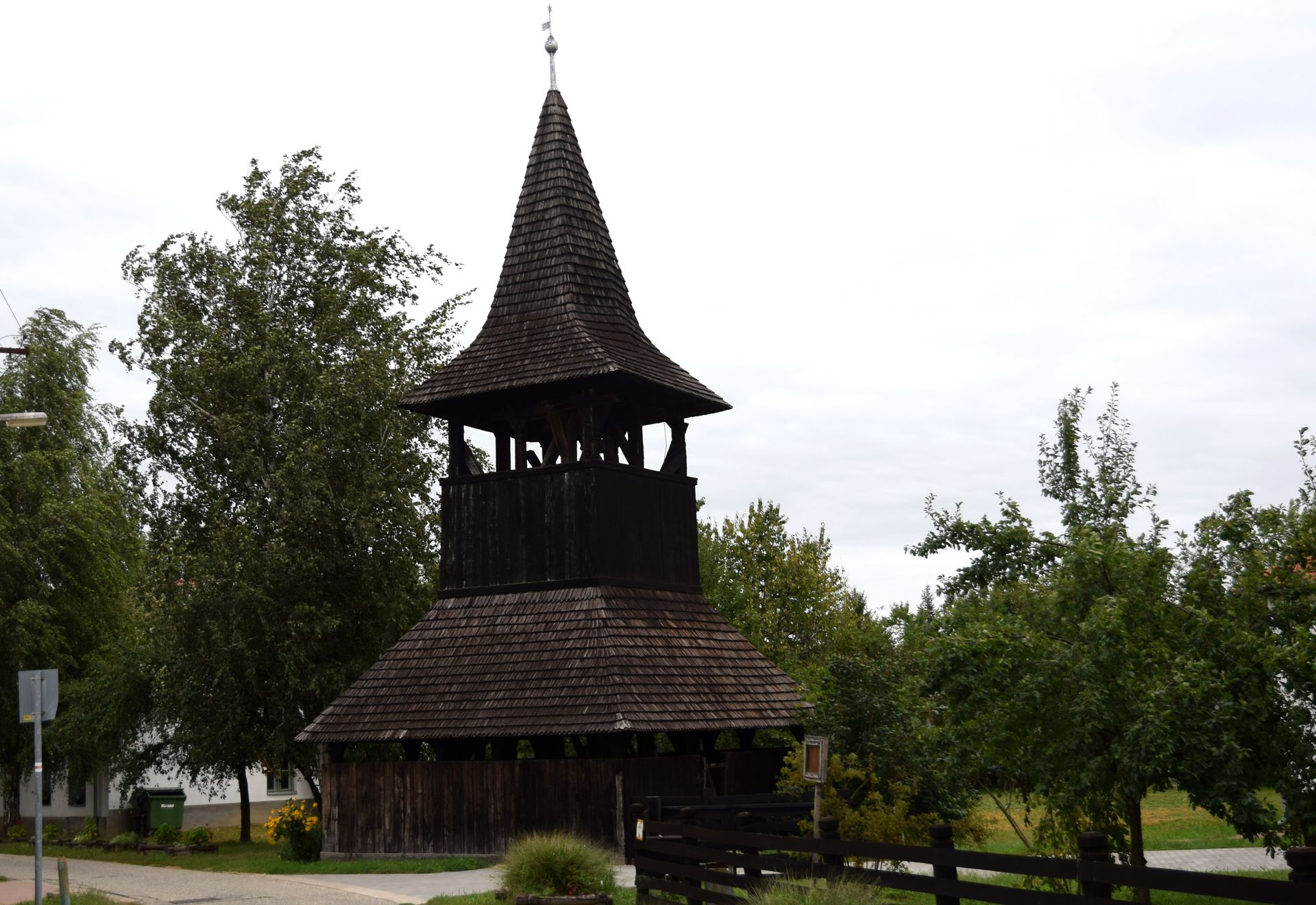
Hölzerner Glockenturm

Bei der Renovierung 1971 bis 1973 wurden bedeutende Fragmente von gotischen Fresken aus dem 14. Jahrhundert mit biblischen Figuren freigelegt. An der Ostwand und Südwand des Chors sind zwei weibliche Heilige, der Schmerzensmann (leidender Christus) und Apostel abgebildet. Die Innenseiten des Triumphbogens füllen vier Kirchenväter. An den Wänden des Kirchenschiffs sind nebeneinanderstehend Apostelfiguren zu sehen. Ein regional- und zeittypisches Merkmal sind die lächelnden Gesichter der Heiligen und die flache Darstellung der Figuren.
Einige Meter von der Kirche entfernt steht ein separater hölzerner Glockenturm aus dem 18. Jahrhundert. Auf eine breite quadratische Basis ist ein schlankerer offener Glockenstuhl aufgesetzt, der von einem spitz zulaufenden und mit Schindeln gedeckten Pyramidendach überragt wird. Ähnliche Holztürme, die auch im Dorf Tákos und einigen anderen Orten in der Umgebung neben der Kirche stehen, wurden ab dem 17./18. Jahrhundert gebaut. Die Konstruktion von Kirchen und Glockentürmen aus Holz war zuvor eine Folge der während der türkischen Herrschaft erlassenen Vorschriften und der Verarmung des Landes in dieser Zeit. Hölzerne Kirchen sind in Ungarn anders als etwa in der Slowakei, Rumänien und Polen (bis auf die griechisch-katholische Kirche in Mándok) keine mehr erhalten, lediglich in Szabolcs-Szatmár-Bereg haben mehrere Glockentürme überlebt. Die hölzernen Glockentürme der reformierten Kirchen dieser Region standen von 2000 bis 2017 auf der UNESCO-Tentativliste als Kandidaten für Welterbestätten in Ungarn.